# Mistrovství Francie ve sportovním lezení
Mistrovství Francie ve sportovním lezení (francouzsky: Championnats de France d'escalade) jsou národní mistrovství ve sportovním lezení, pořádané Francouzskou horolezeckou federací – Fédération Française de la Montagne et de l'Escalade (FFME), první se uskutečnilo v roce 1988.
Závodí se v lezení na obtížnost, rychlost (klasická cesta i rekordový formát) a v boulderingu, hodnotí se i kombinace disciplín (francouzsky: difficulté, vitesse (classique/record), bloc, combiné).

## Výsledky mistrovství

### Obtížnost
|          | Rok  | Místo                     | Muži                             | Muži                  | Muži                  | Ženy                           | Ženy                            | Ženy                       |
| 1. místo | Rok  | Místo                     | 2. místo                         | 3. místo              | 1. místo              | 2. místo                       | 3. místo                        |                            |
| -------- | ---- | ------------------------- | -------------------------------- | --------------------- | --------------------- | ------------------------------ | ------------------------------- | -------------------------- |
| I        | 1988 | Avignon                   | Jacky Godoffe                    | François Legrand      | Jean-Baptiste Tribout | Isabelle Patissier             | Caroline Maurel Nanette Raybaud | —                          |
| II       | 1989 | Laval                     | Alex Duboc                       | Robert Cortijo        | Jacky Godoffe         | Marie Agnes Duval              | Pascale Galland                 | Renée Guerin               |
| III      | 1990 | Béziers                   | Didier Raboutou                  | Yann Ghesquiers       | François Lombard      | Nanette Raybaud                | Isabelle Patissier              | Agnes Brad                 |
| IV       | 1991 | Briançon                  | François Petit                   | François Legrand      | David Rastouil        | Isabelle Patissier             | Claudine Trecourt               | Agnes Brad                 |
| V        | 1992 | Aix-les-Bains             | François Legrand                 | François Petit        | Jean-Baptiste Tribout | Isabelle Patissier             | Nanette Raybaud                 | Lydie Tuccio               |
| VI       | 1993 | Toulouse                  | François Legrand                 | François Lombard      | François Petit        | ?                              | Nanette Raybaud                 | Liv Sansoz                 |
| VII      | 1994 | Tours                     | Arnaud Petit                     | Jean-Baptiste Tribout | François Petit        | Liv Sansoz                     | Natalie Richer                  | Nanette Raybaud            |
| VIII     | 1995 | Besançon                  | Arnaud Petit                     | Jean-Baptiste Tribout | François Petit        | Laurence Guyon Natalie Richer  | —                               | Marie Guillet              |
| IX       | 1996 | Pantin                    | François Petit                   | François Legrand      | Jean-Baptiste Tribout | Cécile Le Flem                 | Laurence Guyon                  | Stéphanie Bodet Liv Sansoz |
| X        | 1997 | Aix-en-Provence           | François Petit                   | David Caude           | Paul Dewilde          | Stéphanie Bodet                | Cécile Le Flem                  | Marie Guillet              |
| XI       | 1998 | Canteleu                  | David Caude                      | François Petit        | Paul Dewilde          | Cécile Le Flem                 | Delphine Martin                 | Chloé Minoret              |
| XII      | 1999 | Grabels                   | Alexandre Chabot                 | Arnaud Ceintre        | David Villien         | Liv Sansoz                     | Sandrine Levet                  | Chloé Minoret              |
| XIII     | 2000 | Saint-Michel-de-Maurienne | David Caude                      | Gérome Pouvreau       | François Auclair      | Delphine Martin                | Chloé Minoret                   | Sandrine Van Landeghem     |
| XIV      | 2001 | Albertville               | Alexandre Chabot                 | David Caude           | Gérome Pouvreau       | Stéphanie Bodet Sandrine Levet | —                               | Chloé Minoret              |
| XV       | 2002 | Valence                   | Alexandre Chabot                 | Gérome Pouvreau       | Michaël Fuselier      | Sandrine Levet                 | Chloé Minoret                   | Emilie Pouget              |
| XVI      | 2003 | Albertville               | Alexandre Chabot                 | Sylvain Millet        | Gérome Pouvreau       | Sandrine Levet                 | Chloé Minoret                   | Emilie Pouget              |
| XVII     | 2004 | Massy                     | Alexandre Chabot                 | Michaël Fuselier      | Gérome Pouvreau       | Caroline Ciavaldini            | Caroline Januel                 | Liv Sansoz                 |
| XVIII    | 2005 | Albertville               | Alexandre Chabot                 | Michaël Fuselier      | Sylvain Millet        | Caroline Ciavaldini            | Chloé Minoret                   | Elodie Giroux              |
| XIX      | 2006 | Chamonix                  | Alexandre Chabot                 | Romain Desgranges     | Fabien Dugit          | Caroline Ciavaldini            | Charlotte Durif                 | Florence Pinet             |
| XX       | 2007 | Échirolles                | Michaël Fuselier                 | Alexandre Chabot      | Sylvain Millet        | Caroline Ciavaldini            | Florence Pinet                  | Charlotte Durif            |
| XXI      | 2008 | Pau                       | Fabien Dugit                     | Michaël Fuselier      | Romain Desgranges     | Charlotte Durif                | Caroline Ciavaldini             | Vanessa Taylor             |
| XXII     | 2009 | Gémozac                   | Michaël Fuselier                 | Manuel Romain         | François Kaiser       | Florence Pinet                 | Charlotte Durif                 | Caroline Ciavaldini        |
| XXIII    | 2010 | Voiron                    | Manuel Romain                    | Romain Desgranges     | Gautier Supper        | Charlotte Durif                | Caroline Ciavaldini             | Hélène Janicot             |
| XXIV     | 2011 | Massy                     | Gautier Supper                   | Manuel Romain         | Thomas Ballet         | Charlotte Durif                | Caroline Ciavaldini             | Julia Serrière             |
| XXV      | 2012 | Arnas                     | Romain Desgranges                | Manuel Romain         | Thomas Joannes        | Charlotte Durif                | Laura Michelard                 | Julia Chanourdie           |
| XXVI     | 2013 | Niort                     | (Sean McColl ) Romain Desgranges | Manuel Romain         | ?                     | Charlotte Durif                | Hélène Janicot                  | Julia Chanourdie           |
| XXVII    | 2014 | Niort                     | Romain Desgranges                | Gautier Supper        | Manuel Romain         | Hélène Janicot                 | Charlotte Durif                 | Alizée Dufraisse           |
| XXVIII   | 2015 | Gémozac                   | Romain Desgranges                | Gautier Supper        | Thomas Ballet         | Charlotte Durif                | Julia Chanourdie                | Alizée Dufraisse           |
| XXIX     | 2016 | Pau                       | Gautier Supper                   | Thomas Joannes        | Charli Blein          | Mathilde Becerra               | Julia Chanourdie                | Hélène Janicot             |
| XXX      | 2017 | Valence                   | Manuel Romain                    | Tanguy Topin          | Romain Desgranges     | Nolwenn Arc                    | Julia Chanourdie                | Mathilde Becerra           |
| XXXI     | 2018 | Arnas                     | Stéphane Hanssens                | Manuel Romain         | Gautier Supper        | Julia Chanourdie               | Manon Hily                      | Maëlys Agrapart            |

### Rychlost
|          | Rok  | Místo                        | Muži                         | Muži                        | Muži                                 | Ženy                             | Ženy                          | Ženy                               |
| 1. místo | Rok  | Místo                        | 2. místo                     | 3. místo                    | 1. místo                             | 2. místo                         | 3. místo                      |                                    |
| -------- | ---- | ---------------------------- | ---------------------------- | --------------------------- | ------------------------------------ | -------------------------------- | ----------------------------- | ---------------------------------- |
|          | 2004 | Valence                      | Nicolas Januel               | Sylvain Thiabaud            | Sylvain Chapelle                     | Anne-Laure Chevrier              | Aurélie Didillon              | Mathilde Couchot                   |
|          | 2005 | Valence                      | Sylvain Chapelle             | Etienne Januel              | Fabien Comina                        | Elodie Giroux                    | Léa Deslandes                 | Caroline Januel                    |
|          | 2008 | Valence                      | Nicolas Januel               | Nicolas Badia               | David Picq                           | Mathilde Couchot                 | Marine Thévenet               | Morgane Aveline                    |
|          | 2009 | Échirolles                   | Sylvain Chapelle             | Jérémie Ciccione            | Quentin Miégeville                   | Morgane Aveline                  | Mathilde Couchot              | Émeline Thomas                     |
|          | 2010 | Voiron                       | Gautier Supper               | Nicolas Badia               | Thomas Dupin                         | Morgane Aveline                  | Maud Ansade                   | Julie Michelard                    |
|          | 2011 | Massy                        | Mickael Mawem                | Bassa Mawem                 | Thomas Dupin                         | Margot Heitz                     | Anouck Jaubert                | Morgane Aveline                    |
|          | 2012 | Arnas                        | Yoann Le Couster             | Bassa Mawem                 | Guillaume Moro                       | Esther Bruckner                  | Margot Heitz                  | Marie Da Silva Tortosa             |
|          | 2013 | Niort                        | Bassa Mawem                  | Guillaume Moro              | Yoann Le Couster                     | Esther Bruckner                  | Margot Heitz                  | Aurélia Sarisson                   |
|          | 2014 | Massy                        | Yoann Le Couster             | Bassa Mawem                 | Quentin Nambot                       | Anouck Jaubert                   | Esther Bruckner               | Margot Heitz                       |
|          | 2015 | Voiron klasika rekord        | Yoann Le Couster Bassa Mawem | Manuel Cornu Guillaume Moro | Jean Salaun-Penquer Yoann Le Couster | Margaux Deschamps Anouck Jaubert | Elma Fleuret Aurélia Sarisson | Anouck Jaubert Margaux Deschamps   |
|          | 2016 | Voiron                       | Bassa Mawem                  | Quentin Nambot              | Guillaume Moro                       | Anouck Jaubert                   | Aurélia Sarisson              | Elma Fleuret                       |
|          | 2017 | Saint-Étienne klasika rekord | Guillaume Moro               | Quentin Nambot              | Léo Imbert Adrien Lemaire            | Fanny Techer Anouck Jaubert      | Elma Fleuret                  | Lucile Saurel Aurélia Sarisson     |
|          | 2018 | Saint-Étienne klasika rekord | Mickaël Mawem Bassa Mawem    | Manuel Cornu Guillaume Moro | Sam Avezou Pierre Rebreyend          | Elma Fleuret Victoire Andrier    | Anouck Jaubert                | Aurélia Sarisson Capucine Viglione |

### Bouldering
|          | Rok  | Místo                   | Muži                     | Muži                     | Muži                     | Ženy                | Ženy                | Ženy                |
| 1. místo | Rok  | Místo                   | 2. místo                 | 3. místo                 | 1. místo                 | 2. místo            | 3. místo            |                     |
| -------- | ---- | ----------------------- | ------------------------ | ------------------------ | ------------------------ | ------------------- | ------------------- | ------------------- |
| I        | 1998 | Argentière la Bessée    | Daniel Du Lac            | François Lombard         | Jérôme Meyer             | Liv Sansoz          | Natalie Richer      | Stéphanie Bodet     |
| II       | 1999 | Clamecy                 | Anthony Lamiche          | Jérôme Meyer             | Pierre Bollinger         | Marie Laure Beghin  | Stéphanie Bodet     | Sandrine Levet      |
| III      | 2000 | Clamecy                 | Jérôme Meyer             | Ludovic Laurence         | Alexandre Chabot         | Sandrine Levet      | Myriam Motteau      | Emilie Pouget       |
| IV       | 2001 | Clamecy                 | Alexandre Chabot         | Stéphane Julien          | Frédéric Tuscan          | Myriam Motteau      | Sandrine Levet      | Chloé Minoret       |
| V        | 2002 | Saint-Jean-de-Maurienne | Jérôme Meyer             | Daniel Du Lac            | Frédéric Tuscan          | Sandrine Levet      | Corinne Theroux     | Emilie Abgrall      |
| VI       | 2003 | Firminy                 | Jérôme Meyer             | Julien Meral             | Daniel Du Lac            | Sandrine Levet      | Emilie Pouget       | Chloé Minoret       |
| VII      | 2004 | Apt                     | Daniel Du Lac            | Gérome Pouvreau          | Loic Gaidioz             | Sandrine Levet      | Juliette Danion     | Fanny Rogeaux       |
| VIII     | 2005 | Grenoble                | Stéphane Julien          | Loic Gaidioz             | Daniel Du Lac            | Sandrine Levet      | Mélanie Son         | Caroline Januel     |
| IX       | 2006 | Plouha                  | Loic Gaidioz             | Stéphane Julien          | Jérôme Meyer             | Emilie Abgral       | Mélanie Son         | Emilie Verdier      |
| X        | 2007 | Apt                     | Fabien Dugit             | Guillaume Glairon Mondet | Jonathan Philippe        | Florence Pinet      | Morgane Aveline     | Charlotte Durif     |
| XI       | 2008 | Fontainebleau           | Jérôme Meyer             | Gérome Pouvreau          | Stéphane Julien          | Juliette Danion     | Sandrine Levet      | Chloé Graftiaux     |
| XII      | 2009 | Le Pouzin               | François Kaiser          | Didier Hoarau            | Thomas Caleyron          | Florence Pinet      | Cécile Avezou       | Charlotte Durif     |
| XIII     | 2010 | Bron                    | François Kaiser          | Didier Hoarau            | Stéphane Julien          | Mélissa Le Nevé     | Mélanie Sandoz      | Anne-Laure Chevrier |
| XIV      | 2011 | Millau                  | François Kaiser          | Thomas Caleyron          | Guillaume Glairon Mondet | Anne-Laure Chevrier | Mélanie Sandoz      | Mélissa Le Nevé     |
| XV       | 2012 | Millau                  | Guillaume Glairon Mondet | Sean McColl              | Olivier Hequin           | Mélanie Sandoz      | Cécile Avezou       | Mélissa Le Nevé     |
| XVI      | 2013 | Chambéry                | Thomas Caleyron          | Guillaume Glairon Mondet | Sylvain Roche            | Mélissa Le Nevé     | Anne-Laure Chevrier | Hélène Janicot      |
| XVII     | 2014 | Nozay                   | Jérémy Bonder            | Guillaume Glairon Mondet | Nicolas Januel           | Marine Thévenet     | Fanny Gibert        | Mélanie Sandoz      |
| XVIII    | 2015 | La Baconnière           | Jérémy Bonder            | Alban Levier             | Manuel Cornu             | Fanny Gibert        | Charlotte Durif     | Mélissa Le Nevé     |
| XIX      | 2016 | Toulouse                | Pascal Gagneux           | Alban Levier             | Sean McColl              | Clémentine Kaiser   | Mélissa Le Nevé     | Pyrène Santal       |
| XX       | 2017 | La Baconnière           | Alban Levier             | Nicolas Pelorson         | Mickael Mawem            | Fanny Gibert        | Julia Chanourdie    | Camille Faille      |
| XXI      | 2018 | Massy                   | Manuel Cornu             | Alban Levier             | Guillaume Glairon Mondet | Fanny Gibert        | Manon Hily          | Camille Faille      |

### Kombinace
|          | Rok  | Místo                            | Muži              | Muži              | Muži               | Ženy             | Ženy              | Ženy            |
| 1. místo | Rok  | Místo                            | 2. místo          | 3. místo          | 1. místo           | 2. místo         | 3. místo          |                 |
| -------- | ---- | -------------------------------- | ----------------- | ----------------- | ------------------ | ---------------- | ----------------- | --------------- |
| I        | 2014 | Nozay - Massy - Niort            | Benoit Heintz     | Yoann Le Couster  |                    | Charlotte Durif  | Léa Marigo        |                 |
| II       | 2015 | La Baconnière - Voiron - Gémozac | Manuel Cornu      |                   |                    | Charlotte Durif  |                   |                 |
| III      | 2016 | Toulouse - Voiron - Pau          | Clément Vernaison | Adrien Lemaire    | Baptiste Bonnichon | Mathilde Becerra | Charlotte Durif   | —               |
| IV       | 2017 |                                  | Maël Bonzom       | Clément Vernaison | Hugo Meignan       | Julia Chanourdie | Margaux Deschamps | Marine Girardet |
| IV       | 2018 |                                  | Sam Avezou        | Adrien Lemaire    | Leo Avezou         | Julia Chanourdie | Anouck Jaubert    | Celine Fergeau  |

## Nejúspěšnější medailisté

### Muži
| Jméno                    | Celkem | Zlato | Stříbro                                                                   | Bronz                                                  | Disciplíny           | Období              |
| ------------------------ | ------ | --- | ------------------------------------------------------------------------- | ------------------------------------------------------ | -------------------- | ------------------- |
| Alexandre Chabot         | 8/1/1  | Zlatá medaile · Zlatá medaile · Zlatá medaile · Zlatá medaile · Zlatá medaile · Zlatá medaile · Zlatá medaile · Zlatá medaile | · —                                                                       | — ·                                                    | obtížnost bouldering | 1999-2007 2000-2001 |
| Romain Desgranges        | 4/2/2  | Zlatá medaile · Zlatá medaile · Zlatá medaile · Zlatá medaile                                                                 | Stříbrná medaile · Stříbrná medaile                                       | Bronzová medaile · Bronzová medaile                    | obtížnost            | 2006-2017           |
| Jérôme Meyer             | 4/1/2  | Zlatá medaile · Zlatá medaile · Zlatá medaile · Zlatá medaile                                                                 | Stříbrná medaile                                                          | Bronzová medaile · Bronzová medaile                    | bouldering           | 1998-2008           |
| Bassa Mawem              | 3/3/0  | Zlatá medaile · Zlatá medaile · Zlatá medaile                                                                                 | Stříbrná medaile · Stříbrná medaile · Stříbrná medaile                    |                                                        | rychlost             | 2011-               |
| Yoann Le Couster         | 3/0/2  | Zlatá medaile · Zlatá medaile · Zlatá medaile                                                                                 |                                                                           | Bronzová medaile · Bronzová medaile                    | rychlost             | 2012-2015           |
| François Petit           | 3/2/3  | Zlatá medaile · Zlatá medaile · Zlatá medaile                                                                                 | Stříbrná medaile · Stříbrná medaile                                       | Bronzová medaile · Bronzová medaile · Bronzová medaile | obtížnost            | 1991-1998           |
| Gautier Supper           | 3/2/1  | Zlatá medaile · Zlatá medaile · Zlatá medaile                                                                                 | · —                                                                       | · —                                                    | obtížnost rychlost   | 2010- 2010          |
| François Kaiser          | 3/0/1  | — · |                                                                           | — ·                                                    | obtížnost bouldering | 2009 2009-2011      |
| Michaël Fuselier         | 2/3/1  | Zlatá medaile · Zlatá medaile                                                                                                 | Stříbrná medaile · Stříbrná medaile · Stříbrná medaile                    | Bronzová medaile                                       | obtížnost            | 2002-2009           |
| François Legrand         | 2/3/0  | Zlatá medaile · Zlatá medaile                                                                                                 | Stříbrná medaile · Stříbrná medaile · Stříbrná medaile                    |                                                        | obtížnost            | 1988-1996           |
| David Caude              | 2/2/0  | Zlatá medaile · Zlatá medaile                                                                                                 | Stříbrná medaile · Stříbrná medaile                                       |                                                        | obtížnost            | 1997-2001           |
| Manuel Romain            | 2/4/1  | Zlatá medaile · Zlatá medaile                                                                                                 | Stříbrná medaile · Stříbrná medaile · Stříbrná medaile · Stříbrná medaile | Bronzová medaile                                       | obtížnost            | 2009-2017           |
| Guillaume Glairon Mondet | 1/3/1  | Zlatá medaile | Stříbrná medaile · Stříbrná medaile · Stříbrná medaile                    | Bronzová medaile                                       | bouldering           | 1988-1996           |
| Jean-Baptiste Tribout    | 0/2/3  | | Stříbrná medaile · Stříbrná medaile                                       | Bronzová medaile · Bronzová medaile · Bronzová medaile | obtížnost            | 1988-1996           |

### Ženy
| Jméno               | Celkem | Zlato | Stříbro                                                                   | Bronz                                                                                        | Disciplíny           | Období              |
| ------------------- | ------ | --- | ------------------------------------------------------------------------- | -------------------------------------------------------------------------------------------- | -------------------- | ------------------- |
| Sandrine Levet      | 8/3/1  | Zlatá medaile · Zlatá medaile · Zlatá medaile · Zlatá medaile · Zlatá medaile · Zlatá medaile · Zlatá medaile · Zlatá medaile | Stříbrná medaile · Stříbrná medaile · Stříbrná medaile                    | — ·                                                                                          | obtížnost bouldering | 1999-2003 1999-2008 |
| Charlotte Durif     | 6/4/3  | · — | Stříbrná medaile · Stříbrná medaile · Stříbrná medaile · Stříbrná medaile | Bronzová medaile · Bronzová medaile · Bronzová medaile                                       | obtížnost bouldering | 2006- 2007-         |
| Caroline Ciavaldini | 4/3/1  | Zlatá medaile · Zlatá medaile · Zlatá medaile · Zlatá medaile                                                                 | Stříbrná medaile · Stříbrná medaile · Stříbrná medaile                    | Bronzová medaile                                                                             | obtížnost            | 2004-2011           |
| Anouck Jaubert      | 4/1/1  | Zlatá medaile · Zlatá medaile · Zlatá medaile · Zlatá medaile                                                                 | Stříbrná medaile                                                          | Bronzová medaile                                                                             | rychlost             | 2011-2017           |
| Isabelle Patissier  | 3/1/0  | Zlatá medaile · Zlatá medaile · Zlatá medaile                                                                                 | Stříbrná medaile                                                          |                                                                                              | obtížnost            | 1988-1992           |
| Liv Sansoz          | 3/0/3  | Zlatá medaile · Zlatá medaile · Zlatá medaile                                                                                 |                                                                           | · —                                                                                          | obtížnost bouldering | 1993-2004 1998      |
| Cécile Avezou       | 2/3/0  | · — | Stříbrná medaile · Stříbrná medaile · Stříbrná medaile                    |                                                                                              | obtížnost bouldering | 1996-1998 2009-2012 |
| Mélissa Le Nevé     | 2/1/3  | Zlatá medaile · Zlatá medaile                                                                                                 | Stříbrná medaile                                                          | Bronzová medaile · Bronzová medaile · Bronzová medaile                                       | bouldering           | 2010-               |
| Stéphanie Bodet     | 2/1/2  | · — | — ·                                                                       | Bronzová medaile · Bronzová medaile                                                          | obtížnost bouldering | 1996-2001 1998-1999 |
| Morgane Aveline     | 2/1/2  | · — | — ·                                                                       | · —                                                                                          | obtížnost bouldering | 2008-2011 2007-     |
| Anne-Laure Chevrier | 2/1/1  | Zlatá medaile · Zlatá medaile                                                                                                 | — ·                                                                       | — ·                                                                                          | rychlost bouldering  | 2004 2010-2013      |
| Fanny Gibert        | 2/1/0  | Zlatá medaile · Zlatá medaile                                                                                                 | Stříbrná medaile                                                          |                                                                                              | bouldering           | 2014-2017           |
| Nanette Raybaud     | 1/3/1  | Zlatá medaile | Stříbrná medaile · Stříbrná medaile · Stříbrná medaile                    | Bronzová medaile                                                                             | obtížnost            | 1988-1994           |
| Mélanie Sandoz      | 1/2/1  | Zlatá medaile | Stříbrná medaile · Stříbrná medaile                                       | Bronzová medaile                                                                             | bouldering           | 2010-2014           |
| Hélène Janicot      | 1/1/2  | · — | · —                                                                       | Bronzová medaile · Bronzová medaile                                                          | obtížnost bouldering | 2013-               |
| Mathilde Couchot    | 1/1/1  | Zlatá medaile | Stříbrná medaile                                                          | Bronzová medaile                                                                             | rychlost             | 2004-2009           |
| Chloé Minoret       | 0/4/5  | | · —                                                                       | Bronzová medaile · Bronzová medaile · Bronzová medaile · Bronzová medaile · Bronzová medaile | obtížnost bouldering | 1998-2005 2001-2003 |
| Julia Chanourdie    | 0/4/2  | | Stříbrná medaile · Stříbrná medaile · Stříbrná medaile · Stříbrná medaile | · —                                                                                          | obtížnost bouldering | 2012-2017 2017      |